# Bassae
Bassae este o veche așezare, situată în vestul peninsulei Peloponez (Grecia), între localitățile Kyparissia, Andritsaina și Megalopolis. 
Templul lui Apollo din Bassae, ridicat în secolul V î.Hr., a fost înscris în anul 1986 pe lista patrimoniului cultural mondial UNESCO. Templul se găsește într-o bună stare de conservare.